# Дельвеккьо, Марко
Ма́рко Дельве́ккьо (встречается также написание Дельве́ккио; итал. Marco Delvecchio; произносится [ˈmarko delˈvɛkkjo]; род. 7 апреля 1973, Милан, Италия) — итальянский футболист, игравший на позиции нападающего. Выступал в составе национальной сборной Италии.
Дельвеккьо был универсальным, мощным и трудолюбивым форвардом, в основном выступавшим на позиции центрального или оттянутого нападающего, однако он мог сыграть на любой позиции в нападении, а также в полузащите. Основными сильными сторонами Марко, благодаря его высокому росту и телосложению, были игра в воздухе и умение завершать атаки. Дельвеккьо также отличался хорошим пасом и дриблингом, что позволяло ему создавать моменты и ассистировать партнёрам по команде.
Дельвеккьо был воспитанником футбольной школы «Интернационале». После двух лет, проведённых в аренде в клубах «Венеция» и «Удинезе», в 1994 году сумел завоевать доверие главного тренера команды Оттавио Бьянки и закрепился в основной команде клуба. Однако уже год спустя в конце 1995 года Марко был продан в римскую «Рому», выступления за которую и принесли ему наибольшую известность. В составе римлян футболист стал чемпионом и обладателем суперкубка Италии 2001, а также финалистом кубка Италии 2003 года. В 2002 году Марко стал лучшим бомбардиром в римском дерби с 9 мячами и оставался им до 2013 года. В 2005 году Дельвеккьо покинул «Рому» и в течение следующих двух лет выступал в составе клубов «Брешиа», «Парма» и «Асколи», однако в 2007 году завершил профессиональную карьеру из-за травм. В сезоне 2008/09 выступал за любительскую команду «Пескатори Остиа», однако ближе к концу сезона после получения длительной дисквалификации объявил об окончательном завершении спортивной карьеры. После окончания игровой карьеры работает на радио и телевидении.
В период с 1998 по 2004 год Дельвеккьо провёл 21 официальный матч за сборную Италии по футболу, в которых забил 4 мяча. Вместе с командой он стал серебряным призёром Евро-2000 и отличился забитым мячом в финале турнира. Также игрок вошёл в заявку на чемпионате мира 2002 года, но на поле не выходил.

## Клубная карьера

### Ранние годы. «Интернационале»
Воспитанник футбольной школы «Интернационале». Дебютировал Дельвеккьо в составе «чёрно-синих» 26 февраля 1992 года во второй игре четвертьфинала Кубка Италии против «Ювентуса». Марко вышел на поле на 30-й минуте первого тайма, заменив Давиде Фонтолана. «Интер» в дополнительное время уступил со счётом 1:2 и выбыл из дальнейшего розыгрыша. Спустя четыре дня Марко впервые появился на поле в составе «Интера» в рамках итальянского первенства, заменив всё того же Фонтолана на 64-й минуте матча с «Фиорентиной». Дельвеккьо сразу стал одним из любимчиков президента клуба Массимо Моратти, который видел в нём будущее команды и даже заявил в одном из интервью, что Марко не продаётся. Однако молодой Дельвеккьо так и не смог закрепиться в составе. После 5 игр в составе «чёрно-синих» Марко был отправлен в клуб Серии B «Венеция» на правах аренды. В составе «оранжево-чёрно-зелёных» Дельвеккьо выступал один сезон, после чего, отметившись тремя забитыми мячами в двадцати матчах, был отдан в аренду «Удинезе», который выступал рангом выше. Но закрепиться в составе команды Марко не удалось. За сезон он лишь семь раз появился на поле.
Возвращение Марко в «Интернационале» состоялось 25 июня 1994 года. С первых матчей сезона Марко удалось завоевать доверие наставника команды Оттавио Бьянки. Он стал игроком основного состава «чёрно-синих». 30 ноября 1994 года Дельвеккьо забил свой первый гол в Серии А. На 89-й минуте матча он поразил ворота «Реджаны». 4 июня 1994 года, в последнем туре чемпионата, забил победный гол в игре против «Падовы», что позволило «Интеру» занять итоговую шестую позицию, обеспечив участие в розыгрыше Кубка УЕФА. В новом сезоне у «Интера» сменился главный тренер. Миланцев возглавил Луис Суарес. Несмотря на то, что Дельвеккьо отметился голом в ворота «Торино» 1 октября, уже в ноябре он был продан в столичную «Рому» в обмен на Марко Бранку. Сам игрок узнал о сделке, находясь в расположении молодёжной сборной Италии. Он был удивлён и огорчён этим, но тем не менее всегда очень тепло вспоминал о годах, проведённых в «Интере»:

У меня прекрасные воспоминания об «Интере». Я никогда не забуду свой дебют в Кубке Италии против «Ювентуса». Я был в Виареджо, когда мне позвонили и сообщили, что я буду играть с чемпионами уровня Маттеуса и Бреме. Я был в порядке. Моратти считал меня ключевым игроком и говорил, что не собирается меня продавать и что я должен помочь акклиматизации новых товарищей.
Оригинальный текст (итал.)Ho bellissimi ricordi dell’Inter. Non scorderò mai il mio esordio in Coppa Italia contro la Juve. Ero a Viareggio e mi chiamarono per giocare con campioni del calibro di Matthäus e Brehme. Stavo bene: Moratti mi considerava fondamentale e mi diceva che ero incedibile, che dovevo dare una mano a far ambientare i nuovi compagni.

### «Рома»
9 ноября 1995 года Дельвеккьо официально стал игроком «Ромы». В новом для себя клубе Дельвеккьо должен был составить атакующую мощь команды вместе с Абелем Бальбо, Даниэлем Фонсека и молодым дарованием Франческо Тотти. Однако болельщики «Ромы» поначалу не одобрили этот трансфер, не считая Дельвеккьо хорошим приобретением для команды. Уже спустя месяц, 17 декабря, Марко отличился голом в выездной игре против «Наполи», но добиться стабильного места в составе так и не смог. Тренер команды Карло Маццоне продолжал доверять проверенной тройке нападающих. Начиная со второго круга чемпионата, Дельвеккьо стал чаще появляться на поле. 20 апреля 1996 года Марко оформил первый в своей карьере хет-трик. Произошло это во встрече всё с тем же «Наполи». Важным моментом карьеры стал и первый дубль в предпоследнем туре в ворота «Фиорентины». Дельвеккьо завершил первый сезон в клубе с десятью мячами в активе.
Следующий сезон сложился для Марко менее успешно: в 27 матчах он лишь четырежды поразил ворота соперников в матчах против «Вероны», «Ювентуса», «Фиорентины» и «Интера». С приходом в команду Зденека Земана Дельвеккьо потерял место в составе, в основном выходя на замену вместо Абеля Бальбо. В первой же игре сезона 1997/98 Марко отметился голом в ворота «Эмполи», а 1 ноября 1997 года Дельвеккьо забил свой первый гол в римском дерби. Его гол в игре Кубка Италии против «Удинезе» вывел римлян в четвертьфинал. Также Дельвеккьо удалось дважды поразить ворота «Фиорентины», ещё один мяч он забил в ворота «Милана», завершив сезон с семью мячами в 27 играх.
В сезоне 1998/99 «Рома» перешла на игру по схеме 4-3-3. Атакующий трезубец составили Марко Дельвеккьо (в центре), Пауло Сержио и Франческо Тотти (по краям). Данная схема позволила Марко в полной мере раскрыть свой талант. С 18 голами по итогам сезона он стал лучшим бомбардиром в составе команды. Среди них гол в ворота «Лацио» в первом, а также дубль во втором круге. Один мяч Дельвеккьо забил в четвертьфинале Кубка УЕФА против мадридского «Атлетико», но это не помогло римлянам пройти дальше. 13 марта 1999 года Марко отметился дублем в ворота «Болоньи» и поднёс свои ладони к ушам в ответ на свист трибун, мечтавших о трансфере Габриэля Батистуты, так родилось его фирменное голевое празднование.
С приходом в клуб Фабио Капелло Дельвеккьо стал играть роль второго нападающего, а роль центрального занял только что приобретённый Винченцо Монтелла. Несмотря на смену игровой позиции Марко сделал дубль в дерби с «Лацио», а также отметился дублями в играх с «Венецией» и «Удинезе». По одному разу Дельвеккьо поразил ворота туринских команд «Ювентуса» и «Торино». Всего же Дельвеккьо в том сезоне забил 11 мячей, своей игрой заслужив приглашение от Дино Дзоффа в национальную сборную Италии на Евро-2000.
Летом 2000 года Дельвеккьо достиг соглашения о переходе в «Челси», однако тренер «Ромы» Капелло убедил его остаться в клубе. Сохранив место в стартовом составе на следующий сезон, Марко выступал практически на позиции вингера, составив яркое атакующее трио с Франческо Тотти и Габриэлем Батистутой. Новое положение на поле не давало ему полностью раскрыть свой голевой потенциал, однако Дельвеккьо сыграл ключевую роль в завоевании «жёлто-красными» третьего титула в своей истории. Для самого Марко это был первый клубный трофей, а также единственный чемпионский титул в карьере. В течение турнира Дельвеккьо забил всего три гола, в том числе один в матче против «Лацио» 29 апреля 2001 года (2:2). В Кубке УЕФА он проявил себя ярче, забив 6 голов в восьми матчах, включая четыре гола в двухматчевом противостоянии против «Горицы» и гол в третьем раунде турнира против «Гамбурга».
19 августа 2001 года Дельвеккьо стал обладателем Суперкубка Италии в составе «Ромы», обыгравшей «Фиорентину» со счётом 3:0 на Олимпийском стадионе. Нападающий не вышел на поле в стартовом составе, но вошёл в игру на 61-й минуте, заменив Винченцо Монтеллу. 26 сентября 2001 года он дебютировал в Лиге чемпионов УЕФА в победном матче против московского «Локомотива». 27 октября Дельвеккьо открыл счёт в победном для клуба римском дерби, забив один из своих самых знаменитых голов, перед которым он обыграл Синишу Михайловича, перепрыгнул Алессандро Несту и пробил в левый нижний угол мимо вратаря Анджело Перуцци. Через три дня после этого Марко забил свой первый гол в Лиге чемпионов, сравняв счёт в заключительном матче группового этапа «Рома» — «Андерлехт». По итогам сезона он провёл в 24 матча в чемпионате, в которых забил 2 гола.
27 октября 2002 года Дельвеккьо забил свой первый гол в новом сезоне в ворота «Лацио», сравняв счёт в матче, завершившемся вничью. Благодаря этому голу он стал лучшим бомбардиром всех времён в римском дерби с 9 забитыми мячами в чемпионате, сравнявшись по результативности с Дино да Костой. Спустя десятилетие, в сезоне 2014/15, этот рекорд будет побит его одноклубником Франческо Тотти. Сам Марко в интервью по завершении карьеры объяснял свою результативность в матчах с «Лацио» эмоциональным накалом дерби:

Я думаю, это связано с фактором атмосферы. Выход на поле стадиона перед дерби всегда давал мне уникальный импульс: видеть полные трибуны и воодушевление, слушать кричалки — это эмоции, которые могут изменить вашу подготовку к матчу.
Оригинальный текст (итал.)Credo sia dovuto a un fattore ambientale. Entrare allo stadio prima del derby mi ha sempre trasmesso una carica unica: vedere gli spalti pieni e l’entusiasmo, ascoltare i cori sono emozioni che possono trasformare la tua preparazione alla gara.

12 ноября открыл счёт в заключительном туре первого группового этапа Лиги чемпионов УЕФА 2002/2003 против клуба АЕК. 22 января Марко отметился хет-триком в победном четвертьфинале Кубка Италии против «Виченцы», внеся свой вклад в выход команды в полуфинал. По итогам этого турнира «Рома» вышла в финал, но уступила в двухматчевом противостоянии «Милану». Дельвеккьо завершил сезон с 4 голами в 16 матчах чемпионата.
Сезон 2003/04 начался для Дельвеккьо ярко: он вышел на поле в стартовом составе матча-открытия чемпионата против «Удинезе» с капитанской повязкой и отметился забитым мячом. Однако в дальнейшем Марко потерял место в основе и большинство матчей начинал со скамейки запасных. Важным моментом сезона для Дельвеккьо стало двухматчевое противостояние в рамках 1/8 финала Кубка Италии против «Палермо»: нападающий отличился в обоих матчах и внёс решающий вклад в выход своей команды в четвертьфинал. Кроме того, Марко забил последний четвёртый гол в первом матче Кубка УЕФА против «Вардара». В январе 2005 года, проведя всего 4 матча в сезоне 2004/05, Дельвеккьо решил покинуть «Рому» после десяти лет пребывания в клубе.
Всего в составе «Ромы» Дельвеккьо провёл 300 матчей, в которых забил 83 гола (из которых 231 матч и 62 гола в чемпионате), а также выиграл чемпионат и Суперкубок Италии.

### Завершение карьеры. «Брешиа», «Парма» и «Асколи»
27 января 2005 года Дельвеккьо попрощался с «Ромой» после десяти лет, перейдя в клуб «Брешиа», но по окончании сезона покинул клуб, проведя всего 5 матчей. В августе 2005 года нападающий перешёл в «Парму», однако по причине травм провёл большую часть сезона вне заявки, появившись на поле в 8 матчах и забив гол в матче против «Ювентуса». В результате по окончании сезона контракт Марко с клубом закончился, и он присоединился к «Асколи» на правах свободного агента.
Ярким моментом сезона 2006/07 для Дельвеккьо стал гол в ворота «Ромы» 25 октября 2006 года. Марко не стал отмечать мяч, забитый бывшему клубу, а в конце матча и вовсе подошёл извиниться перед фанатами команды, за что был вознаграждён аплодисментами. Этот гол стал одним из двух мячей, забитых нападающим в десяти матчах за клуб. 10 мая 2007 года Дельвеккьо и «Асколи» по взаимному согласию пришли к решению расторгнуть контракт игрока в связи с комбинированной травмой колена и вылетом «Асколи» в Серию B тремя днями ранее в результате поражения от «Торино». Этот клуб стал последним в профессиональной карьере «Супер Марко».

### Любительский футбол. «Пескатори Остиа»
В сезоне 2008/09 Дельвеккьо присоединился к любительскому клубу «Пескатори Остиа» из пятого дивизиона страны. В своём дебютном матче за новую команду нападающий забил дубль и способствовал победе «Пескатори Остии» со счетом 3:1. Во время матча против клуба «Танас Казалотти» (матч, в котором Дельвеккьо забил гол и способствовал победе своей команды со счетом 2:1) был удалён рефери на 34-й минуте за протест и оскорбления и впоследствии дисквалифицирован на 4 матча. В римском прибрежном дерби «Остиамаре» — «Пескатори» (1:0) он был удалён за вторую жёлтую карточку, а после дальнейших протестов против рефери был наказан дисквалификацией на 5 матчей. После этого события Дельвеккьо решил покинуть команду в знак протеста против судейских решений, тем самым завершив свою спортивную карьеру. В составе «Пескатори Остиа» он забил 34 гола в 39 матчах.

## Карьера в сборной
Дельвеккьо играл за сборную Италии до 21 года, которая выиграла чемпионат Европы среди молодёжных команд в 1994 и 1996 году. В общей сложности в период с 1992 по 1996 год забил 6 голов за молодёжную сборную в 24 матчах. Он также представлял Италию на Олимпийских играх 1996 года в Атланте, где сыграл в трёх матчах и забил один гол, однако страдал от сильного гриппа. В том же году, благодаря 10 голам в сезоне 1995/96, нападающий рассматривался как кандидат на попадание в заявку на Евро-1996, но тренер Арриго Сакки не включил его в окончательный список.
16 декабря 1998 года Дельвеккьо впервые вышел на поле в составе национальной сборной под руководством тренера Дино Дзоффа, в неофициальном товарищеском матче в Риме против сборной мировых звёзд, в честь столетнего юбилея со дня основания Итальянской федерации футбола. Официальным дебютом Марко в национальной команде стала товарищеская игра против Норвегии (0:0) 10 февраля 1999 года. Впоследствии Дзофф включил Дельвеккьо в заявку сборной из 22 игроков, которая принимала участие в Евро-2000, где он сыграл в трёх матчах на протяжении всего турнира. 14 июня он дебютировал во втором матче группы B против Турции (2:1), выйдя на замену вместо Филиппо Индзаги на 77-й минуте. В полуфинале против Нидерландов Марко, снова заменив Индзаги во втором тайме, был близок к тому, чтобы забить золотой гол, но его удар отразил Эдвин ван дер Сар, которому удалось коснуться мяча носком ноги и перевести его на угловой. В финале против Франции Дзофф в последний момент принял решение выпустить в стартовом составе Дельвеккьо вместо Индзаги, в результате чего он забил свой первый гол за сборную и открыл счёт в матче на 55-й минуте. На 86-й минуте игры при победном счёте в пользу своей команды Марко покинул поле, уступив место своему одноклубнику Винченцо Монтелле. Однако через несколько минут после его ухода Франция сравняла счёт благодаря Сильвену Вильтору и перевела матч в дополнительное время, где на 103-й минуте золотой гол забил Давид Трезеге, который принёс французской команде второй титул чемпиона Европы. Впоследствии Дельвеккьо называл этот матч «худшим моментом в карьере, уступающим лишь последнему матчу в футболке „Ромы“».
Тренер Джованни Трапаттони, выбранный после отставки Дзоффа, использовал Дельвеккьо во многих отборочных матчах чемпионата мира 2002 года. В рамках квалификации Марко забил сборным Румынии и Грузии, что убедило Трапаттони вызвать его на заключительный этап чемпионата мира, однако на поле он так и не вышел. После чемпионата мира Дельвеккьо забил гол в товарищеском матче против Северной Ирландии, а 18 февраля 2004 года сыграл свой последний матч за сборную против Чехии, поскольку Трапаттони принял решение не включать его в список из 23 игроков на Евро-2004. В общей сложности в период с 1999 по 2004 год Дельвеккьо появился на поле в 21 официальном матче, в 10 из которых выходил в стартовом составе, а также забил 4 гола в составе национальной сборной.

## Стиль игры
Дельвеккьо был универсальным, мощным и трудолюбивым форвардом, который мог сыграть на любой позиции в нападении, а также в полузащите, в качестве вингера или атакующего полузащитника, хотя в первую очередь он играл на позиции центрального или оттянутого нападающего, выступая на данной позиции и в национальной сборной.
Благодаря росту и телосложению, основной сильной стороной Марко были его способность играть в воздухе, а также завершение атак. Он был разносторонним нападающим, регулярно забивая голы как головой, так и ногой. Дельвеккьо также отличался хорошим пасом и дриблингом, что позволяло ему создавать моменты и отдавать голевые передачи товарищам по команде. Хотя ведущей ногой Дельвеккьо была левая, он нередко забивал важные голы и правой, демонстрируя техничность и разнообразие в завершении атак. Фирменным финтом Марко был финт крюк (итал. gancio) — приём мяча левой, демонстрация готовности к удару, резкий уход к центру мимо защитника и завершение той же левой, так был забит знаменитый гол в матче против «Лацио» 27 октября 2001 года.

## Вне футбола
Семья Дельвеккьо происходит из города Барлетта, Апулия. Дельвеккьо был 15 лет женат на женщине по имени Сара, от этого брака у него родилось трое детей: сын Николас, который также стал футболистом, и две дочери, Федерика и Грета. С января 2012 года он участвовал в восьмом сезоне итальянской версии шоу талантов «Танцы со звездами» в паре с танцовщицей Сарой Ди Вайра, с которой занял второе место. У Дельвеккьо и Ди Вайра завязался роман, который привёл обоих к разводу с бывшими партнёрами, однако спустя 2 года они расстались.
В 2013 году вместе со своим бывшим товарищем по сборной Кристианом Вьери был ведущим телепрограммы «Bobo&Marco — I Re del Ballo». Также Дельвеккьо озвучил роль Железной головы в итальянском дубляже фильма «Убойный футбол». С января 2018 года вошёл в число участников второго сезона шоу талантов «Dance Dance Dance» вместе со своей дочерью Федерикой, однако покинул шоу уже в третьем выпуске.
После завершения карьеры работал комментатором Sky Sport и Teleradiostereo. Кроме того, в 2010-х годах Марко принял участие в нескольких неофициальных матчах в составе сборной Италии по пляжному футболу.

## Достижения
В клубе
- Чемпион Италии: 2000/01
- Обладатель Суперкубка Италии: 2001
- Финалист Кубка Италии: 2002/03[англ.]

В сборной
- Победитель молодёжного чемпионата Европы (2): 1994, 1996
- Серебряный призёр чемпионата Европы 2000 года

Награды
- Кавалер ордена «За заслуги перед Итальянской Республикой» (2000)[94]

## Статистика

### Клубная статистика
| Выступление      | Выступление      | Выступление      | Чемпионат | Чемпионат | Кубок | Кубок | Суперкубок | Суперкубок | Еврокубки | Еврокубки | Итого | Итого |
| Клуб             | Лига             | Сезон            | Игры      | Голы      | Игры  | Голы  | Игры       | Голы       | Игры      | Голы      | Игры  | Голы  |
| ---------------- | ---------------- | ---------------- | --------- | --------- | ----- | ----- | ---------- | ---------- | --------- | --------- | ----- | ----- |
| Интернационале   | Серия A          | 1990/91          | 0         | 0         | 0     | 0     | —          | —          | 0         | 0         | 0     | 0     |
| Интернационале   | Серия A          | 1991/92          | 4         | 0         | 1     | 0     | —          | —          | 0         | 0         | 5     | 0     |
| Интернационале   | Серия A          | 1994/95          | 29        | 4         | 4     | 0     | —          | —          | 1         | 0         | 34    | 4     |
| Интернационале   | Серия A          | 1995/96          | 4         | 1         | 0     | 0     | —          | —          | 1         | 0         | 5     | 1     |
| Интернационале   | Итого            | Итого            | 37        | 5         | 5     | 0     | —          | —          | 2         | 0         | 44    | 5     |
| Венеция (аренда) | Серия B          | 1992/93          | 20        | 3         | 1     | 0     | —          | —          | —         | —         | 21    | 3     |
| Венеция (аренда) | Итого            | Итого            | 20        | 3         | 1     | 0     | —          | —          | —         | —         | 21    | 3     |
| Удинезе (аренда) | Серия A          | 1993/94          | 7         | 0         | 1     | 0     | —          | —          | —         | —         | 8     | 0     |
| Удинезе (аренда) | Итого            | Итого            | 7         | 0         | 1     | 0     | —          | —          | —         | —         | 8     | 0     |
| Рома             | Серия A          | 1995/96          | 24        | 10        | —     | —     | —          | —          | 0         | 0         | 24    | 10    |
| Рома             | Серия A          | 1996/97          | 27        | 4         | 1     | 0     | —          | —          | 2         | 0         | 30    | 4     |
| Рома             | Серия A          | 1997/98          | 27        | 7         | 5     | 1     | —          | —          | —         | —         | 32    | 8     |
| Рома             | Серия A          | 1998/99          | 31        | 18        | 3     | 1     | —          | —          | 8         | 4         | 42    | 23    |
| Рома             | Серия A          | 1999/00          | 28        | 11        | 3     | 0     | —          | —          | 6         | 1         | 37    | 12    |
| Рома             | Серия A          | 2000/01          | 31        | 3         | 2     | 0     | —          | —          | 8         | 5         | 41    | 8     |
| Рома             | Серия A          | 2001/02          | 27        | 2         | 2     | 0     | 1          | 0          | 7         | 1         | 37    | 3     |
| Рома             | Серия A          | 2002/03          | 16        | 4         | 6     | 4     | —          | —          | 6         | 1         | 28    | 9     |
| Рома             | Серия A          | 2003/04          | 16        | 3         | 4     | 2     | —          | —          | 4         | 1         | 24    | 6     |
| Рома             | Серия A          | 2004/05          | 4         | 0         | 0     | 0     | —          | —          | 1         | 0         | 5     | 0     |
| Рома             | Итого            | Итого            | 231       | 62        | 26    | 8     | 1          | 0          | 42        | 13        | 300   | 83    |
| Брешиа           | Серия A          | 2004/05          | 5         | 0         | —     | —     | —          | —          | —         | —         | 5     | 0     |
| Брешиа           | Итого            | Итого            | 5         | 0         | —     | —     | —          | —          | —         | —         | 5     | 0     |
| Парма            | Серия A          | 2005/06          | 8         | 1         | 1     | 0     | —          | —          | —         | —         | 9     | 1     |
| Парма            | Итого            | Итого            | 8         | 1         | 1     | 0     | —          | —          | —         | —         | 9     | 1     |
| Асколи           | Серия A          | 2006/07          | 10        | 2         | 0     | 0     | —          | —          | —         | —         | 10    | 2     |
| Асколи           | Итого            | Итого            | 10        | 2         | 0     | 0     | —          | —          | —         | —         | 10    | 2     |
| Всего за карьеру | Всего за карьеру | Всего за карьеру | 318       | 73        | 34    | 8     | 1          | 0          | 44        | 13        | 397   | 94    |

### В сборной
| Год   | ОМ-ЧМ | ОМ-ЧМ | ОМ-ЧЕ | ОМ-ЧЕ | ЧЕ   | ЧЕ   | ТМ   | ТМ   | Всего | Всего |
| Год   | Игры  | Голы  | Игры  | Голы  | Игры | Голы | Игры | Голы | Игры  | Голы  |
| ----- | ----- | ----- | ----- | ----- | ---- | ---- | ---- | ---- | ----- | ----- |
| 1999  | 0     | 0     | 0     | 0     | 0    | 0    | 1    | 0    | 1     | 0     |
| 2000  | 3     | 1     | 0     | 0     | 3    | 1    | 3    | 0    | 9     | 2     |
| 2001  | 1     | 1     | 0     | 0     | 0    | 0    | 2    | 0    | 3     | 1     |
| 2002  | 0     | 0     | 0     | 0     | 0    | 0    | 2    | 0    | 2     | 0     |
| 2003  | 0     | 0     | 2     | 0     | 0    | 0    | 3    | 1    | 5     | 1     |
| 2004  | 0     | 0     | 0     | 0     | 0    | 0    | 1    | 0    | 1     | 0     |
| Всего | 4     | 2     | 2     | 0     | 3    | 1    | 12   | 1    | 21    | 4     |

### Матчи за сборную
| №  | Дата            | Соперник               | Счёт           | Голы Дельвеккьо | Турнир                   |
|    | 16 декабря 1998 | Мировые звёзды (неоф.) | 6:2            | —               | Товарищеский матч        |
| 1  | 10 февраля 1999 | Норвегия               | 0:0            | —               | Товарищеский матч        |
| 2  | 29 марта 2000   | Испания                | 0:2            | —               | Товарищеский матч        |
| 3  | 26 апреля 2000  | Португалия             | 2:0            | —               | Товарищеский матч        |
| 4  | 14 июня 2000    | Бельгия                | 2:0            | —               | ЕВРО-2000                |
| 5  | 29 июня 2000    | Нидерланды             | 0:0 (3:1 пен.) | —               | ЕВРО-2000                |
| 6  | 2 июля 2000     | Франция                | 1:2            | 1               | ЕВРО-2000                |
| 7  | 3 сентября 2000 | Венгрия                | 2:2            | —               | Отборочные матчи ЧМ-2002 |
| 8  | 7 октября 2000  | Румыния                | 3:0            | 1               | Отборочные матчи ЧМ-2002 |
| 9  | 11 октября 2000 | Грузия                 | 2:0            | —               | Отборочные матчи ЧМ-2002 |
| 10 | 15 ноября 2000  | Англия                 | 1:0            | —               | Товарищеский матч        |
| 11 | 28 февраля 2001 | Аргентина              | 1:2            | —               | Товарищеский матч        |
| 12 | 2 июня 2001     | Грузия                 | 2:1            | 1               | Отборочные матчи ЧМ-2002 |
| 13 | 7 ноября 2001   | Япония                 | 1:1            | —               | Товарищеский матч        |
| 14 | 27 марта 2002   | Англия                 | 2:1            | —               | Товарищеский матч        |
| 15 | 18 мая 2002     | Чехия                  | 0:1            | —               | Товарищеский матч        |
| 16 | 12 февраля 2003 | Португалия             | 1:0            | —               | Товарищеский матч        |
| 17 | 29 марта 2003   | Финляндия              | 2:0            | —               | Отборочные матчи ЧЕ-2004 |
| 18 | 3 июня 2003     | Северная Ирландия      | 2:0            | 1               | Товарищеский матч        |
| 19 | 11 июня 2003    | Финляндия              | 2:0            | —               | Отборочные матчи ЧЕ-2004 |
| 20 | 20 августа 2003 | Германия               | 1:0            | —               | Товарищеский матч        |
| 21 | 18 февраля 2004 | Чехия                  | 2:2            | —               | Товарищеский матч        |

Итого: 21 официальный матч / 4 гола; 13 побед, 5 ничьих, 4 поражения.